# Thurl Bailey
Thurl Lee Bailey (ur. 7 kwietnia 1961 w Waszyngtonie) – amerykański koszykarz, skrzydłowy, laureat nagrody J. Walter Kennedy Citizenship Award.
W sezonach 1987/1988 i 1988/1989 zajął drugie miejsce w głosowaniu na najlepszego „szóstego” zawodnika ligi.

## Osiągnięcia
NCAA
- Mistrz NCAA (1983)[4]
- Zaliczony do I składu turnieju NCAA (1983)[5]

NBA
- Wybrany do I składu debiutantów NBA (1984)[6]
- Zdobywca nagrody J. Walter Kennedy Citizenship Award (1989)[1]
- Lider play-off w skuteczności rzutów wolnych (1987 - wspólnie z Dannym Youngiem i Jeffem Malone)[7]

Europa
- MVP włoskiego All-Star Game (1997)
- 2-krotny lider ligi włoskiej w blokach (1997, 1998)

## Film
| Rok  | Tytuł                | Rola           |
| ---- | -------------------- | -------------- |
| 2001 | Irlandzkie szczęście | Mr. Holloway   |
| 2002 | The Singles Ward     | Podróżnik      |
| 2005 | David & Goliath      | Goliath z Gath |
| 2006 | Church Ball          | Moses Mahoney  |
| 2007 | Heber Holiday        | Mutumbo        |

## Programy TV
| Rok  | Tytuł                           |
| ---- | ------------------------------- |
| 1988 | The NBA on CBS                  |
| 1994 | Thurl: Forward with New Power   |
| 2013 | 30 for 30 : Survive and Advance |